# Culross Abbey

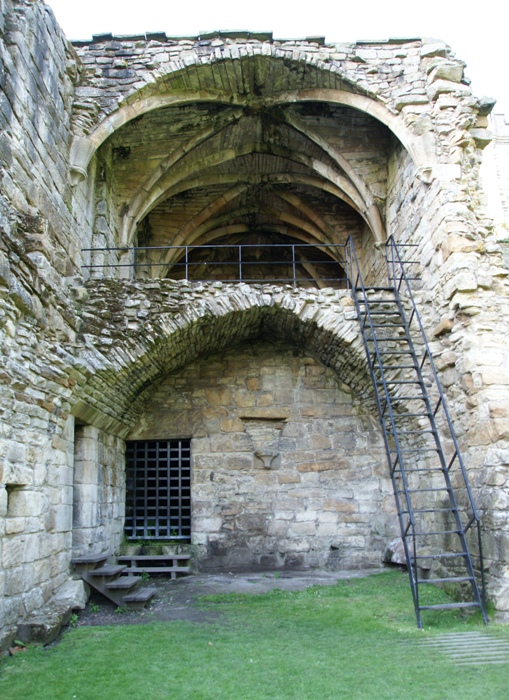
De refter van de lekenbroeders (boven) met de gewelfde verdieping om de hoogte van de heuvel te compenseren (onder).

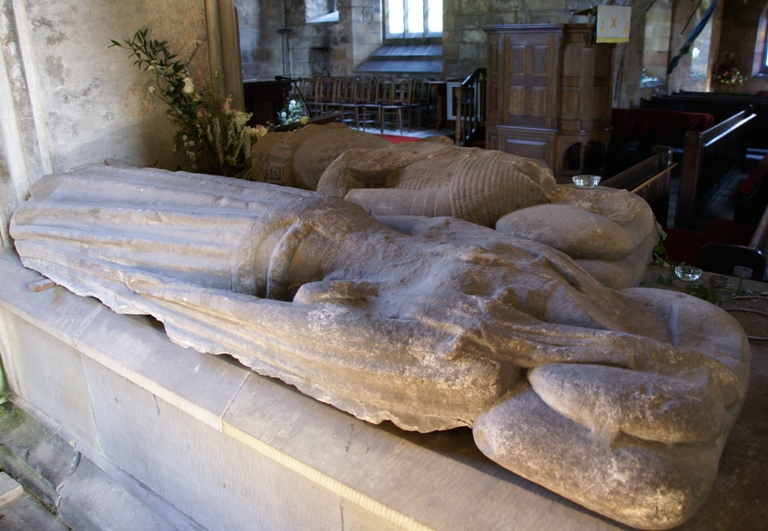
De gisanten van John Stewart of Innermeath en zijn vrouw, gelegen in de kerk tussen het koor en het noordelijk transept.

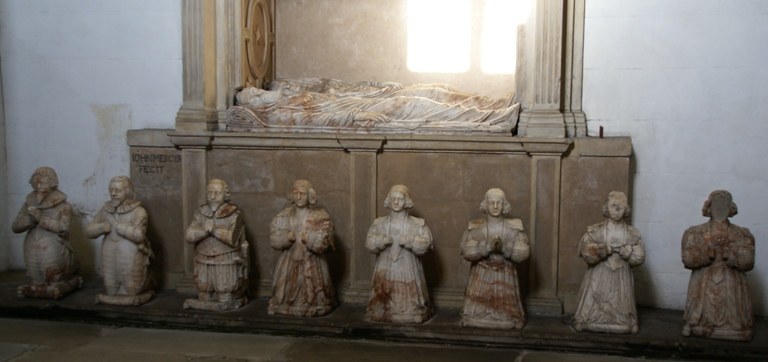
Het grafmonument van Sir George Bruce of Carnock uit 1642.

Culross Abbey is (de ruïne van) een dertiende-eeuwse cisterciënzer abdij, gelegen in Culross in de Schotse regio Fife. Rond 1500 werd de abdij verbouwd, omdat er geen lekenbroeders meer waren. De kerk werd gehalveerd door het schip te verwijderen; aan het overgebleven koor werd een toren gebouwd. Deze abdijkerk dient sinds 1633 officieel als parochiekerk voor de Church of Scotland in Culross.

## Geschiedenis
In de vijfde eeuw bevond zich reeds een christelijke kerk op de plaats van Culross Abbey. Deze kerk wordt geassocieerd met Sint-Serf.
Culross Abbey werd gesticht in 1217 door Malcolm, derde graaf van Fife. Het moederhuis was Kinloss Abbey. De kerk was gewijd aan de Maagd Maria en Sint-Serf.
De abdij bestond uit een congregatie van broeders en lekenbroeders. Deze laatsten waren aan het einde van de vijftiende eeuw vertrokken. De noodzaak voor een schip verdween hiermee, aangezien de lekenbroeders de missen volgden in het schip en de monniken de missen volgden in het koor. Rond 1500 werd de abdij veranderd door abt Andrew Masoun, die het schip verwijderde en een toren tegen het koor aan liet bouwen.
De reformatie maakte uiteindelijk in 1589 een einde aan het abdijleven. Het koor werd in 1633 officieel als parochiekerk in gebruik genomen. De overige kloostergebouwen vervielen. Een restauratie vond plaats in 1823 waarbij de transeptkapellen werden verwijderd. In 1905 vond door architect Robert Rowand Anderson een volgende restauratie plaats, waarbij de kapellen werden hersteld.

## Bouw
Culross Abbey ligt aan de noordzijde van Culross. De kruisvormige abdijkerk was oost-west georiënteerd met de kloostergebouwen aan de zuidzijde. Het altaar bevond zich aan de oostzijde. Doordat de abdij op een steile helling lag, was het noodzakelijk de meest zuidelijk gelegen gebouwen te voorzien van een extra gewelfde verdieping om alle gebouwen uiteindelijk op hetzelfde niveau te krijgen.
Het schip werd rond 1500 verwijderd door abt Andrew Masoun en het koor werd de kerk. In het midden van de oude kerk, aansluitend op het koor, werd een toren van vier verdiepingen gebouwd die enkel aan de oostzijde de oude muur van het schip hergebruikte. Boven de deur werd het wapen van de abt aangebracht.
Op de plaats van de kloostertuin en het grootste deel van de westvleugel werd in 1647 de manse met tuin gebouwd. De noordgevel hiervan maakte deel uit de muur van het schip en bevat twee processiepoorten die zijn dichtgemetseld.
De ingang van de kapittelzaal in de oostvleugel was deels bewaard gebleven en is gerestaureerd. Van de verdere oostvleugel zijn enkel een aantal muren en pilaren van de onderste verdieping overgebleven. In de oostvleugel bevond zich boven de kapittelzaal het dormitorium van de monniken en in het zuidelijk deel de latrine. De afvoer van deze laatste is bewaard gebleven.
In de westvleugel huisden de lekenbroeders. Van het zuidwestelijke deel is een gewelfde kelder met erboven het uiteinde van hun refter bewaard gebleven. Van de hierop aansluitende zuidvleugel met daarin de refter van de monniken is enkel de muur van de onderste verdieping bewaard gebleven.
De ingang van het koor van de abdijkerk, die sinds 1633 in gebruik is als parochiekerk, bevindt zich in de toren aan de westzijde. De kerk heeft een noordelijk en zuidelijk transept. Tussen het koor en het noordelijk transept bevinden zich bogen met een tombe. De boog aan de noordzijde bevat de gisanten van John Stewart of Innermeath, Lord of Lorn, die stierf in 1445, en zijn vrouw. De tombe tussen koor en het zuidelijk transept is verdwenen; een schildje boven de boog toont het wapen van de familie De Quincey.
Het noordelijk transept werd in 1642 ingericht als familiekapel voor Sir George Bruce of Carnock. Er werd een uitbouw in de noordoostelijke hoek gerealiseerd, waar zijn albasten tombe met de figuren van hemzelf, zijn vrouw en acht kinderen werd geplaatst. Deze uitbouw is bekend onder de naam de Bruce Vault. Hier bevinden zich ook de tombe van Preston en het hart van Edward, Lord Bruce of Kinloss.
In 1905 werden beide transepten verbouwd en gerestaureerd. Daarbij werden ook gebrandschilderde ramen aangebracht. Het oostraam toont centraal de Maagd Maria met erboven Christus Koning; links staat Sint Serf met het stadswapen van Culross en rechts Sint Mungo, die in Culross geboren is, met het stadswapen van Glasgow. Het raam in het noordelijke transept toont in het midden de Maagd Maria met Bijbelse taferelen eromheen.
De kansel stamt uit de zeventiende eeuw. Het orgel werd gebouwd door Norman & Baird in 1909.

## Beheer
Culross Abbey wordt beheerd door Historic Scotland. De parochiekerk wordt beheerd door de Church of Scotland.